# Premi Luís de Camões
El Premi Luís de Camões és el guardó literari més important que premia obres en portuguès des de 1989. Rep el nom del poeta homònim, Luís de Camões. Es busca l'excel·lència literària i l'equilibri geogràfic entre els premiats, que en les edicions celebrades són:
- 1989: Miguel Torga
- 1990: João Cabral de Melo Neto
- 1991: José Craveirinha
- 1992: Vergílio Ferreira
- 1993: Rachel de Queiroz
- 1994: Jorge Amado
- 1995: José Saramago
- 1996: Eduardo Lourenço
- 1997: Artur Carlos Maurício Pestana dos Santos
- 1998: Antônio Cândido de Mello e Sousa
- 1999: Sophia de Mello Breyner
- 2000: Autran Dourado
- 2001: Eugénio de Andrade
- 2002: Maria Velho da Costa
- 2003: Rubem Fonseca
- 2004: Agustina Bessa-Luís
- 2005: Lygia Fagundes Telles
- 2006: José Luandino Vieira
- 2007: António Lobo Antunes
- 2008: João Ubaldo Ribeiro
- 2009: Arménio Vieira
- 2010: Ferreira Gullar
- 2011: Manuel António Pina
- 2012: Dalton Trevisan
- 2013: Mia Couto
- 2014: Alberto da Costa e Silva
- 2015: Hélia Correia
- 2016: Raduan Nassar
- 2017: Manuel Alegre
- 2018: Germano Almeida
- 2019: Chico Buarque
- 2020: Vítor Aguiar e Silva
- 2021: Paulina Chiziane